# 周壤镇
周壤镇是中华人民共和国浙江省温州市文成县下辖的一个镇。
2015年12月25日，浙江省人民政府批复同意调整大峃镇管辖范围，增设周壤镇，镇政府驻联丰村。

## 行政区划
周壤镇下辖以下村级行政区划单位：
周墩村、林山村、大坑村、中南村、外南村、联丰村、上龙村、岙底村、路山村、项山村、诸葛岭村、麻山村、岭南村、新南村和岭岙村。